# Warner Music Russia
Warner Music Russia est un label discographique russe, basé à Moscou. Les artistes du label sont Dima Bilan, MakSim, Egor Kreed, Guf, Jah Khalib, Lesha Svik, Gayazovs Brothers, Artem Kacher, Alexandre Revva, Kirill Bledny et d'autres. Il est le successeur légal du label russe Atlantic Records Russia.

## Histoire

### Gala Records (1988–2013)
Après l'adoption de la loi « sur la coopération en URSS » le 26 mai 1988, Boris Tsigman et Sergei Kuznetsov et leurs amis organisent la coopérative Gala, qui se rebaptise ensuite Gala Records. Gala Records devient le premier label discographique indépendant en Russie, suivi par SNC Records, Sintez Records, et Studio SOYUZ. Malgré le fait que le label travaille également avec des artistes célèbres, la société se concentre principalement sur la découverte de nouveaux groupes et artistes. Entre 1988 et 2013, Gala fait la promotion de tels groupes et artistes qui deviendront populaires en Russie et dans la CEI, parmi lesquels : Kombinaciya, Car-Man, Sektor Gaza, Nike Borzov, Dima Bilan, MakSim, Nyusha et d'autres.
Entre 1993 et 2013, Gala Records est le représentant officiel et le distributeur exclusif en Russie et dans les pays de la CEI de la société britannique EMI Group,. Entretemps en 2003, Boris Tsigman décède et le poste de directeur général revient à son fils, Alexander Blinov,. Selon Sergei Kuznetsov, en 2008, le projet le plus réussi du label commercialement est le groupe Sektor Gaza.

### Warner Music Russia (2013–2022)
Acquis par Warner Music en 2013, qui rebaptise le label en Warner Music Russia. En 2016, Warner Music Russia signe un accord de licence avec Snegiri Music, aux termes duquel elle obtient les droits exclusifs de distribution numérique d'un catalogue musical de plus de 1 200 titres.
Le 10 mars 2022, en raison de l'invasion de l'Ukraine par la Russie, l'organisation mère et le distributeur Warner Music Group annoncent la suspension de leurs activités en Russie, y compris les investissements et le développement de projets, les activités de publicité et de marketing, et la production de tous les produits physiques,. Le 15 mars 2022, les catalogues d'Atlantic Records Russia et de Warner Music Russia fusionnent. Le label Atlantic Records Russia (ex-Zhara Music) est liquidé, et Warner Music Russia lui succède.

### S&P Digital (depuis 2022)
Le 8 avril 2022, des cadres supérieurs de Warner Music Russia fondent S&P Digital pour distribuer des titres d'artistes du label figé et de ses filiales avec l'aide de ONErpm à des services de streaming. S&P Digital est détenue par Tatiana Belyaeva (90 %) et Roman Lukyanov (10 %), PDG et cofondateur de Semenov&Pevzner, un cabinet d'avocats spécialisé dans le droit d'auteur et en protection de la propriété intellectuelle,.
Le 17 janvier 2023, le journal Kommersant rapporte que d'anciens cadres supérieurs de Warner Music Russia, qui ont fondé Merit LLC, lié au distributeur russe S&P Digital, ont acheté le label russe Kiss Koala (ex-Sony Music Russia). Kommersant estime que S&P Digital obtiendra environ 30 à 40 % du marché de la musique en Russie et pourra prétendre à la deuxième place après Zvonko Digital.
Le 1er mars 2023, on apprend que Bahh Tee (Bakhtiyar Aliyev), ancien copropriétaire d'Atlantic Records Russia, a lancé un nouveau label, Lotus Music. Une trentaine de personnes précédemment employées par Atlantic Records Russia ont rejoint le projet,,. S&P Digital devient le partenaire du label en termes de distribution numérique sur les plateformes de streaming. Le 15 septembre 2023, un événement est organisé à Moscou pour marquer le lancement officiel du label S&P Digital, qui opérait en tant que distributeur depuis plus d'un an. La société réussit à renégocier les contrats avec tous les artistes de Warner Music Russia, et entame égalementune coopération avec un certain nombre de majors et labels indépendants en tant que distributeur. Le 13 novembre 2023, S&P Digital et Lotus Music rejoignent la National Federation of Music Industry (NFMI).